# 4 Minutes
" 4 Minutes "는 미국의 가수 마돈나의 11번째 스튜디오 앨범 Hard Candy (2008)에 수록된 노래로, 같은 미국의 가수 저스틴 팀버레이크 와 미국의 프로듀서 팀발랜드가 보컬을 맡았다. 이 곡은 2008년 3월 17일 워너 브라더스 레코드를 통해 앨범의 리드 싱글 로 발매되었으며, 마돈나의 25년 경력에서 다른 아티스트가 싱글에 참여한 것은 이번이 처음이다.
마돈나는 이 노래는 환경을 보호하고 "그러면서 즐거운 시간을 보내는 것"에 관한 노래라고 말했다. 또한 그녀는 이 노래가 다큐멘터리 ' I Am Because We Are '(2008)의 영감이 되었다고 말했다.
이 노래는 런던의 Sarm West Studios 에서 녹음되었고, 믹싱은 뉴욕시의 Hit Factory 스튜디오에서 마무리되었다. 사운드 엔지니어 데모 카스텔론은 먼저 보컬을 작업했고, 그 후 비트를 작업했으며, 팀발랜드와 단자가 신시사이저를 작곡했다. 어반과 힙합 스타일의 업템포 댄스 팝 곡인 "4 Minutes"는 팀발랜드의 특징적인 방그라 비트를 통합했으며, 곡에 사용된 악기에는 브라스, 안개 뿔, 카우벨이 있다. 이 노래의 가사는 마돈나가 아프리카를 방문하여 목격한 인간의 고통에서 영감을 받아 사회적 인식을 제고하는 메시지를 담고 있다.
"4 Minutes"는 음악 평론가들로부터 긍정적인 평가를 받았는데, 평론가들은 이 곡을 활기찬 댄스 트랙이라 부르고 행진 밴드의 음악에 비유하며 칭찬했다. 하지만 일부 평론가들은 마돈나가 자신의 노래에 피처링으로 참여한 것 같다고 느꼈다고 말했다. 이 노래는 미국 빌보드 핫 100 에서 3위를 차지하면서 마돈나에게 37번째 톱 10 싱글을 안겨주었고, 엘비스 프레슬리가 가지고 있던 역대 최다 톱 10 히트곡 아티스트 기록을 깨뜨렸다. 국제적으로는 "4 Minutes"가 호주, 캐나다, 독일, 이탈리아, 스페인, 영국 등 21개국에서 차트 1위를 차지했다. "4 Minutes"는 미국에서 300만 장 이상, 전 세계적으로는 500만 장이 팔렸다.
뮤직 비디오에서는 마돈나와 팀버레이크가 노래를 부르며 경로에 있는 모든 것을 집어삼키는 거대한 검은색 화면에서 도망치는 모습을 보여준다. "4 Minutes"는 마돈나가 Hard Candy 프로모션 투어에서 불렀으며, 2008-2009년 Sticky & Sweet 투어의 레이브 부분에서도 불렀다. 또한 이 노래는 2009년 그래미 어워드 에서 보컬 부문 최우수 팝 콜라보레이션 과 클래식이 아닌 부문 최우수 리믹스 레코딩 부문에 두 번 후보로 올랐다.

## 글쓰기와 영감
"우리는 노래를 쓸 때마다 정신분석 세션을 가졌습니다. 앉아서 상황에 대해 이야기하기 시작했죠.
그런 다음 문제나 사람들과의 관계에 대해 이야기하기 시작했죠.
그게 유일한 방법이었어요. 누군가와 함께 글을 쓰는 것은 매우 친밀하기 때문이죠. 그래서 우리가 관심 있는 것에 대해 이야기할 장소를 찾아야 했어요."

마돈나는 10번째 스튜디오 앨범인 Confessions on a Dance Floor (2005)를 발매한 후 더 많은 댄스 음악을 녹음하고 싶어했다. 프로듀서 스튜어트 프라이스가 마돈나에게 어떤 음악이 어울린다고 묻자, 그녀는 가수 저스틴 팀버레이크 와 프로듀서 팀발랜드의 음반을 좋아해서 그들과 협업했다고 답했다. "4 Minutes"는 Nate "Danja" Hills를 포함한 세 아티스트가 모두 작곡했으며 Timbaland, Timberlake 및 Danja가 프로듀싱했다. 원래 "4 Minutes to Save the World"라는 제목이었던 이 노래는 마돈나의 앨범 Hard Candy 를 위해 제작된 마지막 노래 중 하나였다. MTV 뉴스 와의 인터뷰에서 마돈나는 이 노래의 콘셉트가 팀버레이크와의 논의를 통해 개발되었다고 말했다. 그녀는 노래의 의미를 다음과 같이 더 설명했다.
너무 문자 그대로 받아들이는 것은 중요하지 않다고 생각합니다. 저는 이 노래가 무엇보다도 긴박감을 갖는 것에 대한 노래라고 생각합니다. 우리가 본질적으로 빌린 시간에 살고 있고 사람들이 환경에 대해 점점 더 의식하고 있으며 우리가 지구를 파괴하고 있다는 것을 보여주는 노래입니다. 우리는 계속해서 주의를 산만하게 할 수는 없습니다. 우리는 스스로 교육하고 깨어나 이에 대해 뭔가 해야 합니다. 우리는 지루하고 진지하면서도 재미없는 일을 하고 싶지 않습니다. 그래서 지구를 구하려면 그 일을 하면서 즐거운 시간을 보낼 수 있을까요?
마돈나는 그녀의 나이가 이 트랙에 반영된 긴박감과 아무런 상관이 없다고 밝혔다. 대신, 그것은 그녀가 오랫동안 염두에 두고 있던 것이었고 "4 Minutes"를 통해 그 느낌이 그녀의 음악에 스며들었다고 말했다. 인터뷰 매거진의 인그리드 시쉬(Ingrid Sischy)는 이 노래가 "거대한 행진 밴드의 사운드를 담고 있는, 세상을 위한 발라드 같은 느낌"이라고 말했다. 마돈나는 시시의 의견에 동의하며, 그 노래가 "재미있는 역설"이며 그녀의 다큐멘터리 I Am Because We Are (2008)의 영감 중 하나라고 답했다. 이 다큐멘터리는 아프리카 말라위 국가가 겪고 있는 극심한 고통과 식량 부족을 다루었다.

## 녹음 및 믹싱
"4 Minutes"의 녹음 세션은 런던 서부의 Sarm West Studios 에서 72채널 SSL 9080 콘솔을 사용해 진행되었다. 사운드 온 사운드 매거진의 폴 팅겐은 믹싱 및 녹음 엔지니어인 데마시오 "데모" 카스텔론을 인터뷰했는데, 그는 다른 프로젝트를 진행 중이어서 첫 번째 녹음 세션에 참석하지 못했다고 회상했다. Castellon이 도착했을 때 이미 노래의 절반 이상이 완성되어 있었고 그는 인트로와 엔딩의 프로그래밍을 맡았다. Sarm에서 Timbaland와 Danja는 Akai MPC3000 과 Ensoniq ASR-10 샘플링 드럼 머신, Yamaha Motif 워크스테이션 과 신시사이저를 사용하여 "4 Minutes"의 백킹 트랙을 제작했다. 카스텔론은 녹음 세션이 예상보다 더 오래 걸렸다고 말했다. 드럼과 타악기에는 총 46개 트랙이 사용되었고, 베이스에는 16개 스테레오 트랙이 사용되었다. 전체 세션에는 100개의 트랙이 포함되었으며 추가 믹싱은 Pro Tools에서 수행되었다.

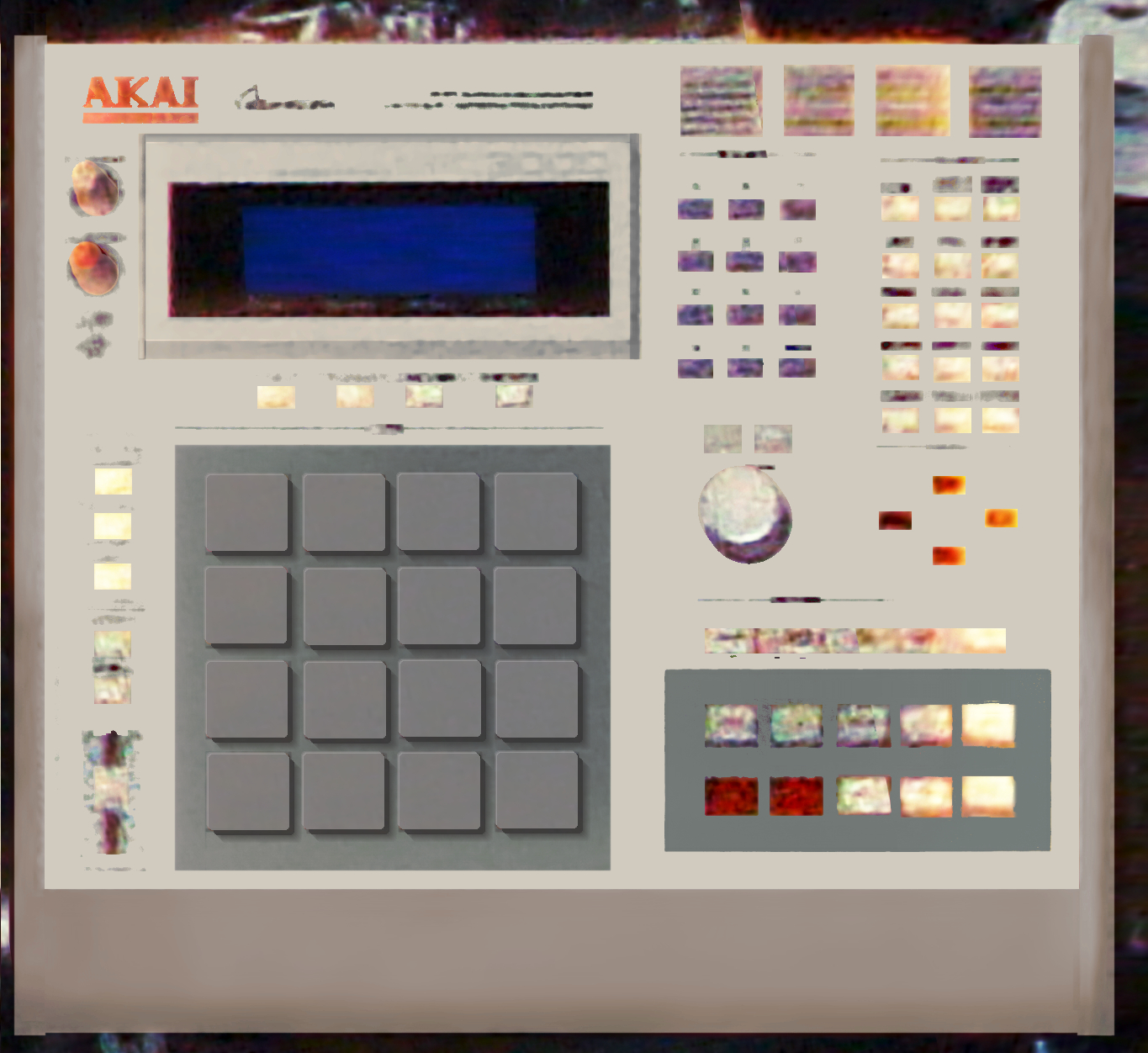
이 노래의 녹음에는 Akai MPC3000이 사용되었다.

'4 Minutes'의 경우, 팀은 처음부터 모든 것이 어떻게 진행되어야 하는지, 특히 음향적으로 어떻게 진행되어야 하는지에 대한 비전을 가지고 있었다. '4 Minutes' 세션을 시작했을 때, 너무 많은 일이 진행되어 보컬이 잘 들리고 포켓에 딱 들어맞도록 하는 것이 가장 어려운 부분이라는 것을 알았다. 그래서 보컬 작업부터 시작하는 것이 이를 달성하는 유일한 방법이었다. 그 후에는 보컬을 중심으로 다른 모든 파트를 구성했다. 또 다른 과제는 트랙의 모든 부분이 명확하게 들리고 모든 악기, 모든 음절, 모든 호흡이 들리도록 하는 것이었다. 또한 거의 항상 트랙에서 시간에 따라 선형적으로 작업한다. 그래서 트랙의 끝에 도달할 때까지 섹션을 계속 작업하다 보면 전체 믹스가 꽤 비슷하다는 것을 알게 된다.
카스텔론은 SSL의 내부 자동화가 음악 믹싱을 방해하지 않기를 원했기에 자동 레벨이 있는 Pro Tools를 사용했다고 말했다. 그는 "모든 것을 SSL을 통해 실행했고, 이를 통해 EQ, 압축 및 패닝을 수행했습니다." 라고 말했다. 트랙의 믹싱은 마이애미의 The Hit Factory 스튜디오에서 96채널 SSL J 시리즈 데스크에서 이루어졌다. 녹음된 백킹 트랙의 양을 고려할 때, 카스텔론이 직면한 과제는 음악이 보컬을 압도하지 않도록 하는 것이었다. 그는 먼저 보컬을 믹싱한 다음 음악과 드럼을 추가함으로써 이를 달성했는데, 이는 그에게는 특이한 방법이었다. 카스텔론은 외장 장비 의 사운드를 선호했기 때문에 믹스에는 최소한의 디지털 플러그인이 사용되었다.
믹스가 끝난 후, 카스텔론은 팀발랜드의 인트로 작업을 시작했고, 이어서 마돈나와 팀버레이크의 보컬 작업을 이어갔다. 팀버레이크의 보컬에서 그는 SSL의 EQ를 사용하여 "일부 저음"을 줄였고 클리핑을 방지하기 위해 입력 레벨을 설정했다. 마돈나와 팀버레이크의 경우 그는 SSL의 다이내믹 레인지 압축을 사용했고, 마돈나의 보컬에는 " Lexicon PCM42의 8분음표 딜레이"를, 구절에는 Eventide H3500의 리버브를, 후크에는 TC Electronic TC3000을 적용했다. " 이러한 디지털 신호 프로세서는 마돈나의 보컬에 입체적인 공간감을 부여하는 데 사용되었다. 카스텔론은 Waves Audio의 "Renaissance Compressor" 플러그인을 적용하여 킥 드럼 레벨을 제어했다. 또한 그는 "다른 트랙과 충돌하는 특정 킥 사운드가 있었기 때문에 Tim이 그것을 매우 다른 음과 사운드를 가진 다른 킥으로 교체했다" 고 말했으며,  Focusrite D2 이퀄라이저를 사용하여 새로운 킥 드럼 사운드를 다른 킥 드럼 사운드와 매칭했다. 그리고 드럼과 퍼커션을 추가한 후, "4 Minutes"의 녹음 및 믹싱을 완료했다.

## 구성
"4 Minutes"는 어반 힙합 스타일로 작곡된 업템포 댄스 팝 곡이다. Rolling Stone의 Caryn Ganz가 설명한 것처럼 이것은 행진 밴드의 효과, 울리는 비트, 그리고 "음계와 같은 리프"로 연주되는 금관악기의 악기 연주를 통합한다. 사용되는 기타 악기로는 안개 경적 과 소 종소리가 있다. "4 Minutes"에서 마돈나와 팀버레이크는 서로 구절을 부르고 교환한다. 마돈나가 "지옥으로 가는 길은 선의로 포장되어 있다"는 가사를 부르면서 리듬이 강렬하고 울리는 비트로 바뀐다. 마돈나와 팀버레이크는 코러스를 부르기 시작하고 팀버레이크는 "세상을 구할 시간은 4분뿐이다"라는 가사를 부른다. 트랙은 두 번째 구절과 두 번째 코러스에서도 같은 기세로 계속되며, Timbaland의 특징적인 방그라 비트, 브라스 리프, 그리고 Madonna가 반복적으로 "틱탁"이라는 단어를 부르는 것을 제외한 모든 비트가 멈추는 지점에서 트랙이 끝난다.
Alfred Publishing 에서 Musicnotes.com에 게시한 악보에 따르면 이 노래는 G단조 키로 쓰여졌으며 분당 115박자의 템포를 가진 일반 박자 기호 로 설정되어 있다. 팀발랜드의 방그라 비트가 노래의 시작과 끝에 등장한다. 마돈나와 팀버레이크의 음역대는 F 3 에서 B ♭ 5 까지 2옥타브에 이른다. 이 노래는 구절에서는 D–G–C–F–B ♭ –D 시퀀스를 갖고, 코러스에서는 E ♭ 5 –D 5 –C 5 –D 5 시퀀스 를 갖고 있으며, 이는 코드 진행이다. "4 Minutes"의 가사는 마돈나가 아프리카를 방문하고 그녀가 목격한 인간의 고통에서 영감을 받은 사회적 인식의 메시지를 담고 있다. 뉴욕 타임즈의 존 파렐레스 는 "하지만 이 노래는 마치 4분이면 팝 히트곡이 될 수 있는 시간이나 퀵키(Quickie)를 만드는 데 걸리는 시간인 것처럼 들린다. 사실 이 노래는 Hard Candy 앨범에서 사회적 인식에 대한 메시지를 담고 있는 유일한 노래입니다."라고 말했다. 시계의 똑딱거리는 소리는 이 메시지를 더욱 강조한다. 마돈나는 뉴욕 매거진에서 " 지옥으로 가는 길은 선의로 포장되어 있다 "라는 대사는 그녀의 자선 활동과 관련이 없다고 설명했다. 대신 그녀는 스스로에게 이렇게 질문했다. "내가 받아들인 이 의견이나 내가 휩쓸리게 된 이 시대정신을 이해할 수 있을까? 아무리 좋은 의도를 가지고 있어도 정보가 부족해서 엄청난 실수를 저지를 수도 있으니까." "때때로 내가 필요한 것은 당신의 개입이라고 느껴요"라는 대사에 대해 마돈나는 "yeah, 즉, 가끔 당신이 나를 구해야 한다고 생각해요."라고 설명했다.

## 비판적 반응
롤링 스톤의 캐린 간츠는 이 곡을 "시끄럽고 활기차고 에너지 넘치는 트랙"이라고 부르며 팀버레이크가 "마이클 잭슨을 가장 잘 표현했다"고 평했다. 워싱턴 포스트의 프리덤 뒤 락은 이 노래가 활기차고 흥겹다고 칭찬했다. 그녀는 이렇게 평했다: "[폭발적인 행진 밴드 비트에 힘입어 [...] 마돈나가 이 10년 동안 해낸 가장 스릴 넘치는 일 중 하나입니다." 빌보드 음악 평론가이자 편집자인 척 테일러 는 "바쁜 댄스 트랙에는 정말 많은 일이 벌어지고 있지만 [...] '세상을 구할 시간은 4분뿐'이라는 마돈나와 저스틴의 트레이드오프 코러스는 그 자체로 곡을 팔기에 충분히 중독성이 있다"고 말했다. 그는 이 곡이 "초강대국 [마돈나와 팀버레이크] 간의 이벤트 레코드로 분류할 수 있다. 그들은 동등한 지위를 공유할 뿐만 아니라 함께 했을 때 엄청난 사운드를 낸다"고 덧붙였다. 엔터테인먼트 위클리의 크리스 윌리엄스는 이 곡을 "유혹적인 듀엣"이라고 불렀다. 또한 Entertainment Weekly 에 따르면 Chuck Arnold는 "['4 Minutes']가 너무 과장된 느낌이 든다. Madonna 노래보다는 Timberlake-Timbaland 합작처럼 들린다"고 느꼈지만 "올스타의 매력"을 강조했다.
Slant Magazine의 Sal Cinquemani에 따르면 이 노래는 "앨범의 나머지 부분에 대한 광고"이다. Houston Chronicle 의 Joey Guerra는 이 트랙을 Nelly Furtado의 작업과 비교했으며 이 작곡은 "라디오 방송을 위한 시도"라고 느꼈다. The Independent 의 Andy Gill은 "4 Minutes"를 Hard Candy ' 구세주 중 하나라고 불렀다. 그는 "마디 그라 행진 밴드가 난폭하게 울리는" 것이 이 앨범의 "가장 야심찬 작품" 중 하나라고 언급했다. BBC의 마크 새비지는 이 사운드를 "세상 끝에서 현실적으로 전송된 것처럼 미래지향적"이라고 설명했다. 가디언의 벤 톰슨은 "관여하는 모든 사람이 삶의 움직임을 겪고 있다는 느낌을 떨칠 수 없습니다. 아무런 노력 없이, 때로는 훌륭하게 말입니다."라고 말했다. 보스턴 글로브의 조앤 앤더먼은 이 노래가 "순수한 스타 파워와 즉각적인 음악적 매력으로 차트 정상에 올랐으며, 마돈나의 50번째 생일 전날 [...] '4 Minutes'는 아이콘이 자신에게 줄 수 없는 놓칠 수 없는 선물처럼 느껴집니다."라고 믿었다. 그러나 그녀는 "권력 구조의 변화가 '4 Minutes'에서보다 더 노골적으로 드러난다"고 지적했다. "마돈나는 Timbaland의 거대한 비트와 Timberlake의 민첩한 멜로디에 발맞추려고 애쓰는 특집 게스트처럼 들립니다."
AllMusic의 Stephen Thomas Erlewine은 멜로디컬하고 리드미컬한 후렴구를 칭찬했지만, Madonna의 목소리가 "Timbaland의 4음 신시사이저 소리에 묻혀버렸다"는 점에 실망했다. "트랙이 더 신선하고 전체적인 작업이 너무나 즐겁지 않게 기계적으로 느껴지지 않았다면 그렇게 나쁘지 않았을 수도 있습니다." 제 51회 그래미 어워드 에서 "4 Minutes"는 Madonna, Timberlake, Timbaland에게 최우수 팝 콜라보레이션 보컬 부문 후보로 지명되었다. 네덜란드 음악가 Junkie XL 도 이 곡의 리믹스로 비클래식 부문 최우수 리믹스 레코딩 부문에 후보로 올랐다. 가디언 ' 주드 로저스 는 마돈나의 60번째 생일을 기념해 싱글 순위를 매기면서 "4 Minutes"를 35위에 올려놓고 "팀발랜드의 신스 브라스 인트로가 환상적이고, 곡의 세상의 끝을 암시하는 웅장한 사운드가 여전히 날카롭게 들린다"고 썼지만 "팀버레이크가 없었다면 더 좋았을 것"이라고 말했다.

## 차트 성과
미국에서 "4 Minutes"는 2008년 4월 5일자 Billboard Hot 100 차트에서 방송 횟수 만을 기준으로 68위로 데뷔했다. 일주일 만에 이 노래는 65계단이나 올라가 차트 3위에 올랐다. 이러한 도약은 217,000장의 첫 주 디지털 판매량에 힘입어 이루어졌으며, 이 노래는 마라이어 캐리의 싱글 " Touch My Body "에 이어 빌보드 ' 차트 2위에 올랐다. 이 노래는 " Hung Up "(2005) 이후 마돈나의 첫 번째 톱 10 싱글이 되었고, 그녀의 37번째 Hot 100 톱 10 히트곡이 되었으며, 이전에 엘비스 프레슬리가 가지고 있던 기록을 깨뜨렸다. "4 Minutes"는 2000년 " Music "이 차트 1위를 차지한 이래로 그녀의 싱글 중 Hot 100에서 가장 높은 순위를 기록한 싱글이기도 하다. Timberlake에게 "4 Minutes"는 그의 9번째 톱 10 히트곡이 되었다. 팝 100 차트에서는 이 노래가 2위까지 올랐다. "4 Minutes"는 Billboard ' 댄스 차트에서 성공을 거두었으며 Hot Dance Club Play 와 Hot Dance Airplay 차트에서 모두 1위를 차지했다. "4 Minutes"는 발매 후 약 5개월 만에 미국 음반 산업 협회 (RIAA)로부터 200만 장의 유료 디지털 다운로드 판매로 더블 플래티넘 인증을 받았다.  Nielsen SoundScan에 따르면 "4 Minutes"는 2008년 미국에서 237만 장의 판매고를 기록하며 10번째로 많이 다운로드된 노래였으며 310만 장 이상이 판매되었다. 2016년 12월 현재 백만부입니다.
캐나다에서 Nielsen Broadcast Data Systems (BDS)는 "4 Minutes"가 캐나다 현대 히트 라디오 차트에서 1위를 차지했다고 확인했다. 이는 BDS 역사상 처음으로 어떤 노래가 CHR 차트 1위에 오른 사례이다. 이 노래는 2008년 3월 27일 캐나다 핫 100 에서 27위로 데뷔했고 다음 주에 차트 1위에 올랐다. 연말까지 "4 Minutes"는 143,000장의 판매고를 기록하며 캐나다에서 5번째로 많이 팔린 디지털 노래가 되었다. 그리고 캐나다 핫 100의 연말 집계에서 4위를 차지했다.
"4 Minutes"는 호주와 뉴질랜드에서도 성공을 거두었다. 이 노래는 호주 ARIA 싱글 차트 에서 3위로 데뷔했고 2주 후에 1위에 올랐으며 3주 연속 1위를 유지했다.  "4 Minutes"는 70,000장의 판매량으로 호주 음반 산업 협회 (ARIA)로부터 플래티넘 인증을 받았다. 뉴질랜드에서는 "4 Minutes"가 뉴질랜드 싱글 차트에서 14위로 데뷔해 톱 10에 진입한 뒤 최종적으로 3위에 올랐다.  이 노래는 뉴질랜드 음반 산업 협회 (RIANZ)로부터 7,500장 출하로 골드 인증을 받았다.
영국에서는 "4 Minutes"가 영국 싱글 차트 에서 7위로 데뷔했다. 이 노래는 마돈나의 60번째 영국 톱 10 싱글이 되었다.  에어플레이 차트에서 1위로 데뷔했다. 19, 첫 주 집계 564 연극과 27.10 청취자 백만명. 이 노래는 2008년 4월 20일(2008년 4월 26일 주말 기준) 40,634장의 판매고로 차트 1위에 올랐다. 이로써 마돈나는 영국에서 13번째 1위 싱글을 기록하게 되었고, 팀버레이크와 팀발랜드는 각각 3번째 1위 싱글을 기록하게 되었다. 4주간 1위를 유지했다. Official Charts Company에 따르면 이 곡은 2008년 9번째로 많이 팔린 곡이었으며 2019년 4월 현재 627,000장이 판매되어 British Phonographic Industry (BPI)로부터 플래티넘 인증을 받았다.   "4 Minutes"는 또한 Billboard ' European Hot 100 Singles 에서 4주 동안 1위를 차지했다. 전체적으로 "4 Minutes"는 21개국에서 1위를 차지했고 전 세계적으로 500만 장 이상 판매되었다.

## 뮤직비디오

### 배경
뮤직 비디오는 프랑스 듀오 Jonas & François 가 감독했으며 2008년 1월 31일부터 2월 2일까지 런던의 Black Island Studios에서 촬영되었다. 이 곡은 마돈나의 Confessions, Re-Invention, Drowned World 투어와 싱글 " Sorry "(2006)의 뮤직비디오를 작업했던 제이미 킹이 안무를 맡았다. 일본 힙합 댄스 듀오 하무츠누 서브(Hamutsun Serve)도 영상에 출연했다. 롤링스톤은 뮤직비디오가 공개되기 전 마돈나와 팀버레이크가 여러 장애물을 피하면서 마치 '슈퍼히어로'처럼 행동한다고 전했다. 영상 속 마돈나는 크림색 코르셋 과 반짝이는 검은색 부츠를 신고 플래티넘 블론드 웨이브 헤어스타일을 연출했고, 팀버레이크는 주로 데님을 입고 목에는 스카프를 두르고 있었다. 뮤직비디오의 아이디어에 대해 마돈나는 "개념적이었다"고 말했다. 그녀는 그 영상이 행진곡 처럼 촬영되었다고 설명했다. "그것은 운동이고 우리는 모든 사람을 우리와 함께 데려가고 싶습니다." 모든 것을 삼켜버리는 검은 화면이라는 아이디어에 대해 마돈나는 다음과 같이 말했다.
```
우리 중 누구도 [검은 화면의 개념을] 이해하지 못했습니다. 그냥, 아시다시피, 매우 개념적이었어요. 우리는 기본적으로 그 노래를 두 명의 프랑스 감독[조나스와 프랑수아]에게 주었고, 그들은 제가 흥미롭다고 생각한 유일한 컨셉을 내놓았는데, 그것은 이 검은색의 모호한 그래픽 선이 천천히 세상을 먹어치우는 것이었습니다. 저는 그것이 개념으로서 마음에 들었습니다.
[
57
]
```

### 시놉시스 및 리셉션
영상은 팀발랜드가 4분부터 카운트다운을 시작하는 거대한 타이머 화면 앞에서 오프닝 라인을 외치는 장면으로 시작된다. 그가 노래를 부르자, 검은색 기하학적 무늬의 스크린이 뒤에서 나타나 현재 존재하는 모든 음악 장치를 삼켜 버린다. 마돈나와 팀버레이크는 어떤 집에 들어가지만, 집에 있는 스크린을 발견하고 도망친다. 스크린은 집에 사는 사람들의 손과 다리를 갉아먹기 시작해서 안이 드러난다. 마돈나와 팀버레이크가 화면에서 벗어나기 위해 차 위아래로 뛰어오르는 장면을 여러 번 보여준 후, 마침내 그들은 슈퍼마켓으로 이동한다. 화면은 그들을 따라가며 긴 줄의 노점과 그곳에 있는 사람들을 보여준다. 두 번째 합창이 시작되면서 그들은 팀발랜드가 노래를 부르는 화면 앞에 도착한다. 안무에 맞춰 춤을 추고 난 후, 마돈나는 타이머가 0에 도달하자 뒤로 아치를 그린다. 마지막 "틱탁, 틱탁" 소리가 들리고, 마돈나와 팀버레이크가 긴 무대 위에서 다시 춤을 춘다. 검은색 스크린이 양쪽에서 그들에게 다가온다. 영상은 두 사람이 키스하는 장면과 검은색 화면이 그들을 집어삼키는 장면으로 끝이 난다. 마지막 장면에서는 팀버레이크의 뼈와 갈비뼈, 그리고 마돈나의 뺨이 보인다.
마돈나는 이 영상에 대해 "사탕을 곁들인 앨범의 테마를 언급하며 "[g]oody goody gum drops"와 같다고 말했다. 뉴욕 타임스의 버지니아 헤퍼넌은 이 뮤직비디오를 가슴 뛰게 하는 영상이라고 부르며, 그 기세를 " Thriller ", " In the Air Tonight ", "Shadows of the Night"의 뮤직비디오와 비교했다. 그러나 같은 신문의 에릭 윌슨은 이 뮤직비디오가 1980년대의 마돈나 뮤직비디오와 비교했을 때 획기적인 마돈나의 모습을 보여주지 못했다고 논평했다. 가수 마일리 사이러스는 이 뮤직비디오의 자체 버전을 만들어 자신의 유튜브 채널에 게시했다. 마돈나는 자신의 뮤직비디오에서 이에 응답하며 "내 새 싱글 '4 Minutes'에 맞춰 뮤직비디오를 제작하는 모든 분들, 좋은 작업을 계속하세요. 잘했어요. " "4 Minutes"는 2008년 MTV 비디오 뮤직 어워드 에서 "베스트 댄싱 인 어 비디오" 부문에 후보로 올랐지만 Pussycat Dolls의 싱글 " When I Grow Up "에 밀려 수상하지 못했다. 2009년에 이 영상은 마돈나의 컴필레이션 앨범인 Celebration: The Video Collection 에 포함되었다.
2024년 4월 현재 유튜브 뮤직비디오 조회수는 2억 1천만 회를 넘어섰다.

## 라이브 공연

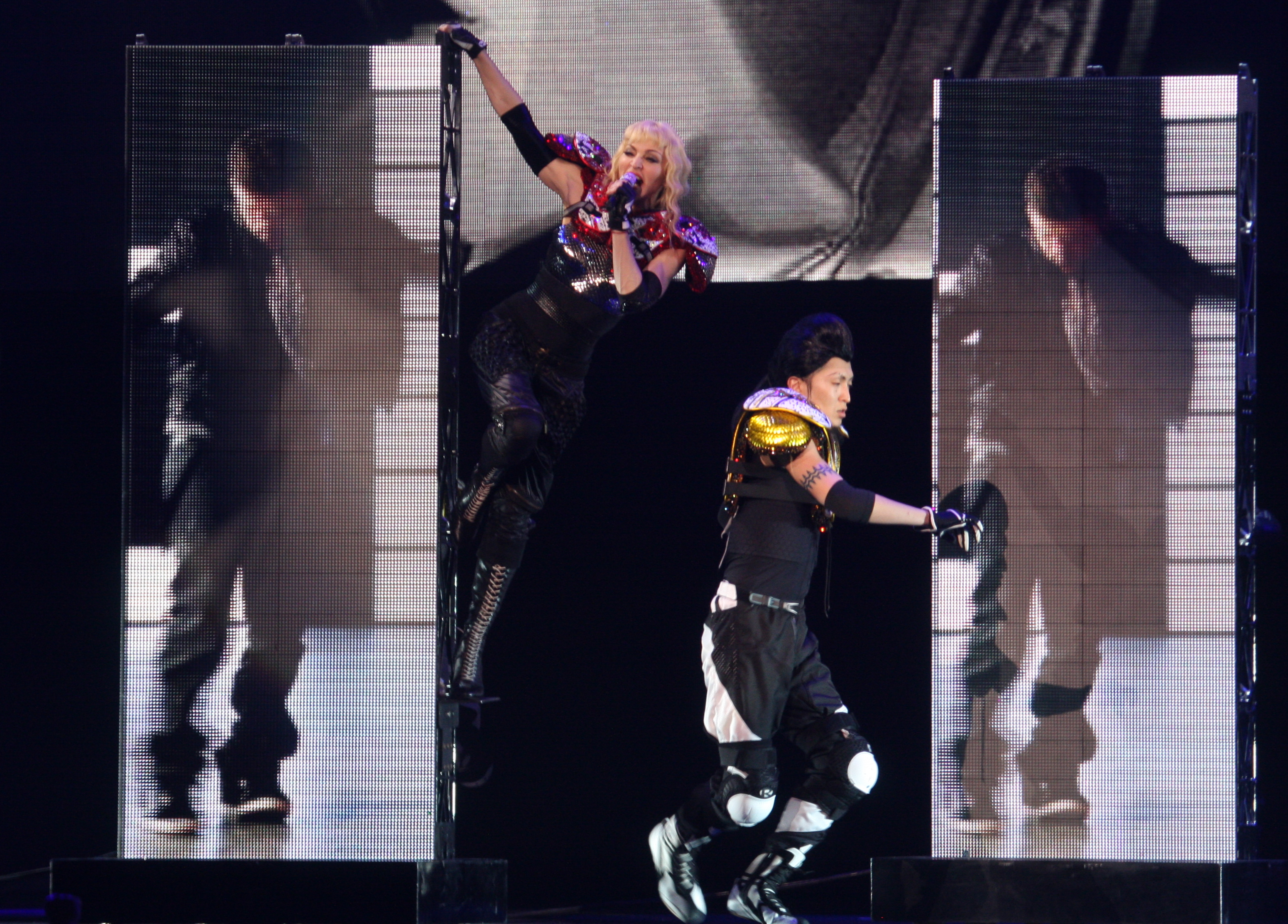
스티키 앤 스위트 투어 중 "4 Minutes" 공연을 하는 마돈나; 배경 화면에서 팀버레이크를 볼 수 있다.

이 노래는 하드 캔디 프로모션 투어와 스티키 앤 스위트 투어(2008-2009) 기간 동안 공연되었다. 프로모션 투어에서는 세트리스트의 세 번째 곡으로 "4 Minutes"가 공연되었다. [1] 마돈나는 반짝이는 검은색 의상에 검은색 꼬리, 아디다스 트랙 팬츠, 하이힐, 레이스업 부츠를 신고 공연을 펼쳤다. 저스틴 팀버레이크는 마돈나와 함께 뉴욕 로즈랜드 볼룸에 출연하여 노래를 불렀다. [2] 팀발랜드가 비디오 화면에 등장하자 노래의 박자가 시작되었다. 네 개의 사이드 스테이지 비디오 화면이 무대를 가로질러 미끄러지기 시작했고, 회전하면서 팀버레이크가 무대 뒤에 있고 마돈나가 무대 뒤에 있는 모습이 드러났다. 그들은 뮤직비디오에서 비슷한 안무로 노래를 불렀다.
Sticky & Sweet 투어의 "4 Minutes" 공연에서 마돈나는 헤더렛이 디자인한 미래 지향적인 로봇 의상을 입었다. 그녀는 어깨에 금속판을 두르고 긴 곱슬머리 가발을 착용했다. 마돈나와 그녀의 댄서들은 팀발랜드와 팀버레이크가 등장해 대사를 추는 배경 뒤에서 등장했다. 마돈나와 팀버레이크가 듀엣을 부르는 듯한 장면이 이어지고, 팀버레이크는 화면에서 자신의 역할을 노래하고 춤을 춘다. 그는 2008년 11월 6일 로스앤젤레스 다저 스타디움 에서 열린 쇼에 마돈나와 함께 출연했는데, 브리트니 스피어스가 마돈나와 함께 출연해 " Human Nature "를 부른 쇼와 같은 쇼였다.  그들은 프로모션 투어 안무와 유사한 방식으로 "4 Minutes"을 공연했다. 팀발랜드는 2008년 11월 26일 플로리다 마이애미 가든의 돌핀 스타디움 에서 직접 이 노래의 자신의 부분을 불렀다. "4 Minutes"는 " Vogue "와 " Hung Up "과 같은 노래의 공연 중 매시업 으로도 사용되었다. 2017년 7월 27일, 마돈나는 프랑스 생트로페 에서 열린 레오나르도 디카프리오의 연례 모금 갈라에 특별 출연해 깃털이 달린 녹색 정장을 입고 "4 Minutes"를 불렀다.

## 미디어에서의 사용
2023년 11월, "4 Minutes"는 Marshalls 의 휴일 광고 캠페인에 사용되었다. "4 Minutes"는 영화 Get Smart (2008)의 한 장면과 영화 크레딧에 사용되었다.

## 글리 버전
"4 Minutes"는 2010년 4월 20일 방영된 " The Power of Madonna " 에피소드에서 Glee 출연진이 커버한 노래 중 하나이다. 크리스 콜퍼가 연기한 가상의 인물 커트 험멜은 마돈나의 부분을 불렀고, 메르세데스 존스 ( 앰버 라일리 )는 팀버레이크의 부분을 불렀다. 이 에피소드에서 이 노래는 학교 밴드와 함께 고등학교 응원단이 루틴 중에 연주하는 노래이다. 이 버전은 디지털 다운로드 싱글과 EP 인 Glee: The Music, The Power of Madonna 로 발매되었다. Glee의 "4 Minutes" 커버곡은 2010년 5월 8일 Billboard Hot Digital Songs 차트에서 55위에 올랐으며 Billboard Hot 100과 Canadian Hot 100에서는 각각 89위와 70위에 올랐다.

## 트랙 목록 및 형식
| - UK CD 1 1. "4 Minutes" (Album Version) – 4:04 2. "4 Minutes" (Bob Sinclar Space Funk Remix) – 5:39 - UK CD 2 / AUS Maxi / GER Maxi 1. "4 Minutes" (Album Version) – 4:04 2. "4 Minutes" (Bob Sinclar Space Funk Remix) – 5:39 3. "4 Minutes" (Junkie XL Remix) – 6:16 - UK 12" Vinyl 1. "4 Minutes" (Edit) – 3:10 2. "4 Minutes" (Bob Sinclar Space Funk Edit) – 4:57 3. "4 Minutes" (Junkie XL Remix Edit) – 4:39 4. "4 Minutes" (Tracy Young House Radio) – 3:33 | - EU / US Maxi CD Single 1. "4 Minutes" (Bob Sinclar Space Funk Remix) – 5:39 2. "4 Minutes" (Junkie XL Remix) – 6:16 3. "4 Minutes" (Tracy Young House Mix) – 7:55 4. "4 Minutes" (Peter Saves Paris Remix) – 8:52 5. "4 Minutes" (Rebirth Remix) – 7:57 6. "4 Minutes" (Junkie XL Dirty Dub) – 4:52 - US 2× 12" Vinyl 1. "4 Minutes" (Bob Sinclar Space Funk Remix) – 5:39 2. "4 Minutes" (Peter Saves Paris Remix) – 8:52 3. "4 Minutes" (Tracy Young House Mix) – 7:55 4. "4 Minutes" (Junkie XL Dirty Dub) – 4:52 5. "4 Minutes" (Album Version) – 4:04 6. "4 Minutes" (Rebirth Remix) – 7:57 7. "4 Minutes" (Junkie XL Remix) – 6:16 |

## 학점 및 인원
크레딧과 인사는 Hard Candy 앨범 라이너 노트에서 따왔다.
- 마돈나 – 작곡가, 리드 보컬, 백 보컬, 총괄 프로듀서
- 저스틴 팀버레이크 – 작곡가, 리드 보컬, 프로듀서
- Timbaland – 작곡가, 보컬, 프로듀서, 드럼 프로그래밍, 녹음
- Danja – 작곡가, 프로듀서, 건반 악기 연주자
- Demacio "Demo" Castellon – Sarm West Studios (런던) 및 The Hit Factory Studios(마이애미)에서 프로그래밍, 믹싱, 스크래칭 및 녹음
- 마르셀라 아라이카 – 믹싱, 스크래칭
- Ron Taylor – Pro Tools 편집

## 인증 및 판매량
| 국가                                                  | 인증        | 판매량/출하량 |
| ----------------------------------------------------- | ----------- | ------------- |
| 오스트레일리아 (ARIA)                                 | 플래티넘    | 70,000^       |
| 벨기에 (BEA)                                          | 골드        |               |
| 브라질 (Pro-Música Brasil)                            | 플래티넘    | 60,000*       |
| 캐나다 Digital downloads                              | —           | 143,000       |
| 덴마크 (IFPI Danmark)                                 | 2× 플래티넘 | 30,000^       |
| 프랑스                                                | —           | 240,000       |
| 핀란드 (Musiikkituottajat)                            | 플래티넘    | 16,799        |
| 독일 (BVMI)                                           | 플래티넘    | 300,000^      |
| 이탈리아                                              | —           | 77,561        |
| 일본 (RIAJ)                                           | 골드        | 100,000*      |
| 멕시코 (AMPROFON) Master ringtone                     | 2× 골드     | 20,000*       |
| 뉴질랜드 (RMNZ)                                       | 골드        | 7,500*        |
| 노르웨이 (IFPI 노르웨이)                              | 3× 플래티넘 | 30,000*       |
| 스페인 (PROMUSICAE)                                   | 3× 플래티넘 | 60,000*       |
| 스웨덴 (GLF)                                          | 골드        | 10,000^       |
| 영국 (BPI)                                            | 플래티넘    | 627,000       |
| 미국 (RIAA)                                           | 2× 플래티넘 | 3,100,000     |
| 요약                                                  |             |               |
| 전 세계                                               | —           | 5,000,000     |
| *판매량을 기반으로 한 인증 ^출하량을 기반으로 한 인증 |             |               |

## 출시 내역
| 지역     | 날짜            | 체재                   | Ref.            |
| -------- | --------------- | ---------------------- | --------------- |
| 이탈리아 | 2008년 3월 17일 | 라디오 영향            | [ 108 ]         |
| 미국     | 2008년 3월 25일 | 디지털 다운로드        | [ 109 ]         |
| 독일     | 2008년 4월 11일 | CD 싱글                | [ 110 ]         |
| 프랑스   | 2008년 4월 14일 | 맥시 싱글              | [ 111 ]         |
| 호주     | 2008년 4월 18일 | 리믹스 디지털 다운로드 | [ 112 ]         |
| 영국     | 2008년 4월 21일 | CD 싱글                | [ 113 ]         |
| 미국     | 2009년 8월 11일 | 리믹스 디지털 다운로드 | [ 114 ] [ 115 ] |